# Javier Soto
José Javier Soto Cortés (Badalona, 7 de diciembre de 1961 - Barcelona, 10 de enero de 1995) fue un político español.

## Biografía
Nacido en Badalona el 7 de diciembre de 1961, estudió Derecho en la Universidad de Barcelona. En 1976 se afilió al Partido de los Socialistas de Cataluña y entre 1981 y 1991 fue primer secretario de la Juventud Socialista de Cataluña, organización juvenil del PSC. En las elecciones generales de 1982 fue en las listas del PSOE por Barcelona y no resultó elegido; sin embargo, en febrero de 1984 pudo ocupar el escaño al dejarlo Francesc Ramos. En mayo de ese mismo año su escaño pasó a Manuela de Madre porque se presentó a las elecciones al Parlamento de Cataluña de 1984 y resultó elegido diputado. Formó parte de varias comisiones parlamentarias, como las de Política Social, Justicia, y Control de la Corporación Catalana de Radio y Televisión Repitió como diputado del Parlamento de Cataluña en las elecciones de 1988 y 1992 y ocupó el cargo hasta que falleció el 10 de enero de 1995, en Barcelona, a los 33 años a causa de una neumonía.
Actualmente una biblioteca situada en Badalona lleva su nombre.